# Pleurotellus albellus
Pleurotellus albellus är en svampart som först beskrevs av Narcisse Theophile Patouillard, och fick sitt nu gällande namn av David Norman Pegler 1983. Pleurotellus albellus ingår i släktet Pleurotellus och familjen Inocybaceae.   Inga underarter finns listade i Catalogue of Life.